# Suterilla neozelanica
Suterilla neozelanica is een slakkensoort uit de familie van de Assimineidae. De wetenschappelijke naam van de soort is voor het eerst geldig gepubliceerd in 1899 door Murdoch.